# Strokkur

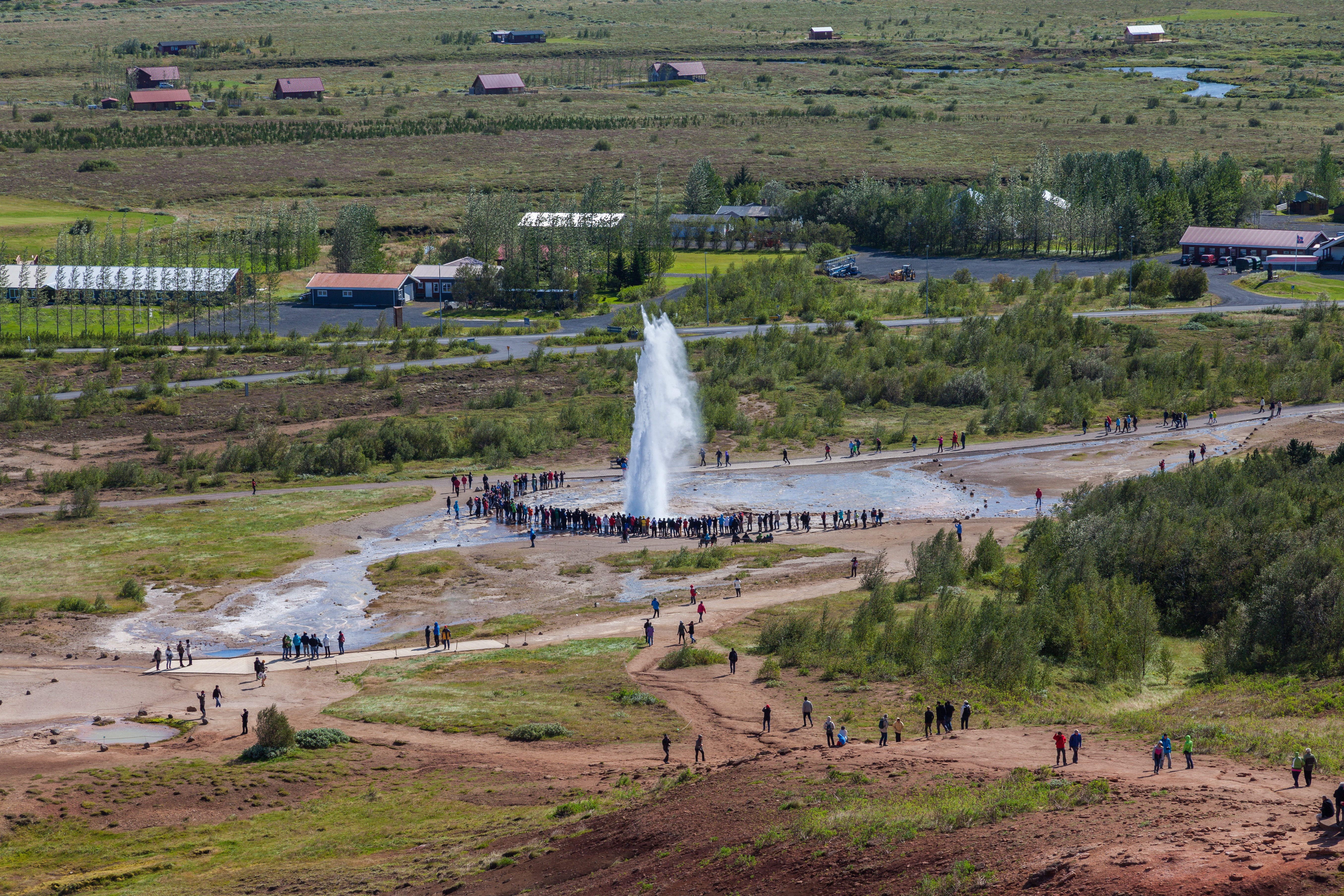
Strokkur

Strokkur (il cui significato in lingua islandese è "zangola") è un geyser situato nella regione geotermica nei pressi del fiume Hvítá in Islanda, e precisamente nella parte sud-occidentale del Paese, a est della capitale Reykjavík. È uno dei più famosi geyser islandesi ed erutta regolarmente ogni circa 4-8 minuti.

## Ubicazione

Getto del geyser.

Strokkur fa parte di un sito geotermicamente attivo in cui vi sono molti stagni fangosi, depositi di alghe e diversi altri geyser, tra cui il famoso Geysir.

## Storia
L'attività di Strokkur ha inizio nel 1789 in seguito a un terremoto, come l'intero fenomeno dei geyser. Strokkur continuò a eruttare fino al 1896, quando un altro terremoto bloccò la condotta d'acqua del geyser stesso. Quindi, nel 1963, gli abitanti della zona ripulirono la condotta sbloccandola e il geyser poté quindi tornare a eruttare regolarmente.

## Turismo
Il geyser Strokkur è famoso in tutta l'Islanda e attrae regolarmente molti turisti. Esso è uno dei pochi geyser naturali che erutta con una frequenza regolare.

## Sequenza dell'eruzione
L'acqua presente alla profondità di 23 metri ha una temperatura di circa 120 °C, ma non può trasformarsi allo stato gassoso a causa dell'elevata pressione, dovuta alla massa d'acqua sovrastante. Quando quest'acqua raggiunge i 16 metri di profondità, un certo quantitativo può raggiungere il punto di ebollizione e ciò induce la reazione a catena che vediamo.
La diminuzione di pressione permette l'ebollizione di un maggiore quantitativo di acqua e la sua conversione in vapore: ciò consente all'acqua non ancora trasformata in vapore di uscire dal condotto. Questo fenomeno avviene sempre più vicino alla superficie e con velocità crescente, fino a quando la miscela di acqua e vapore fuoriesce dal geyser.

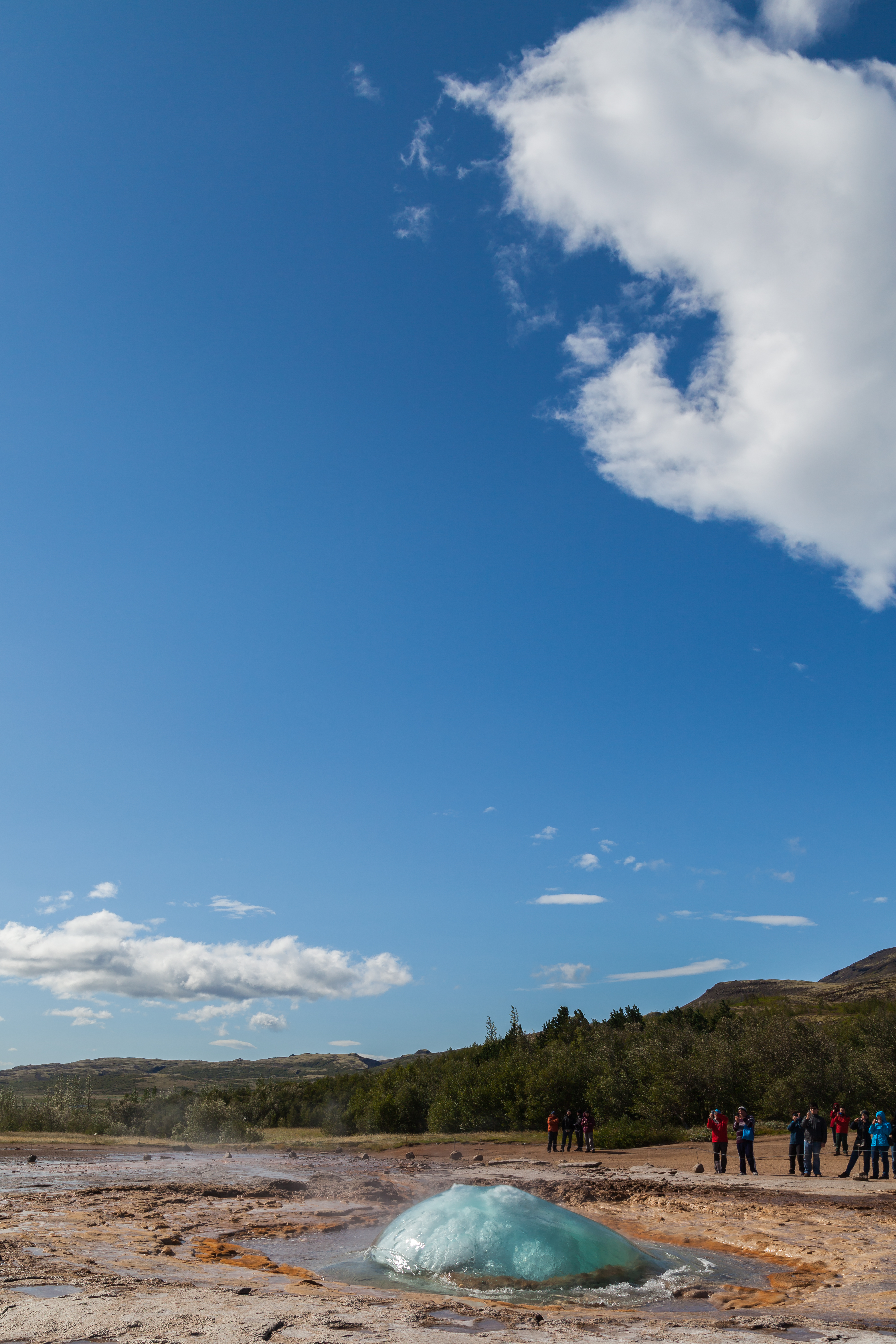
Formazione delle bolle d'acqua
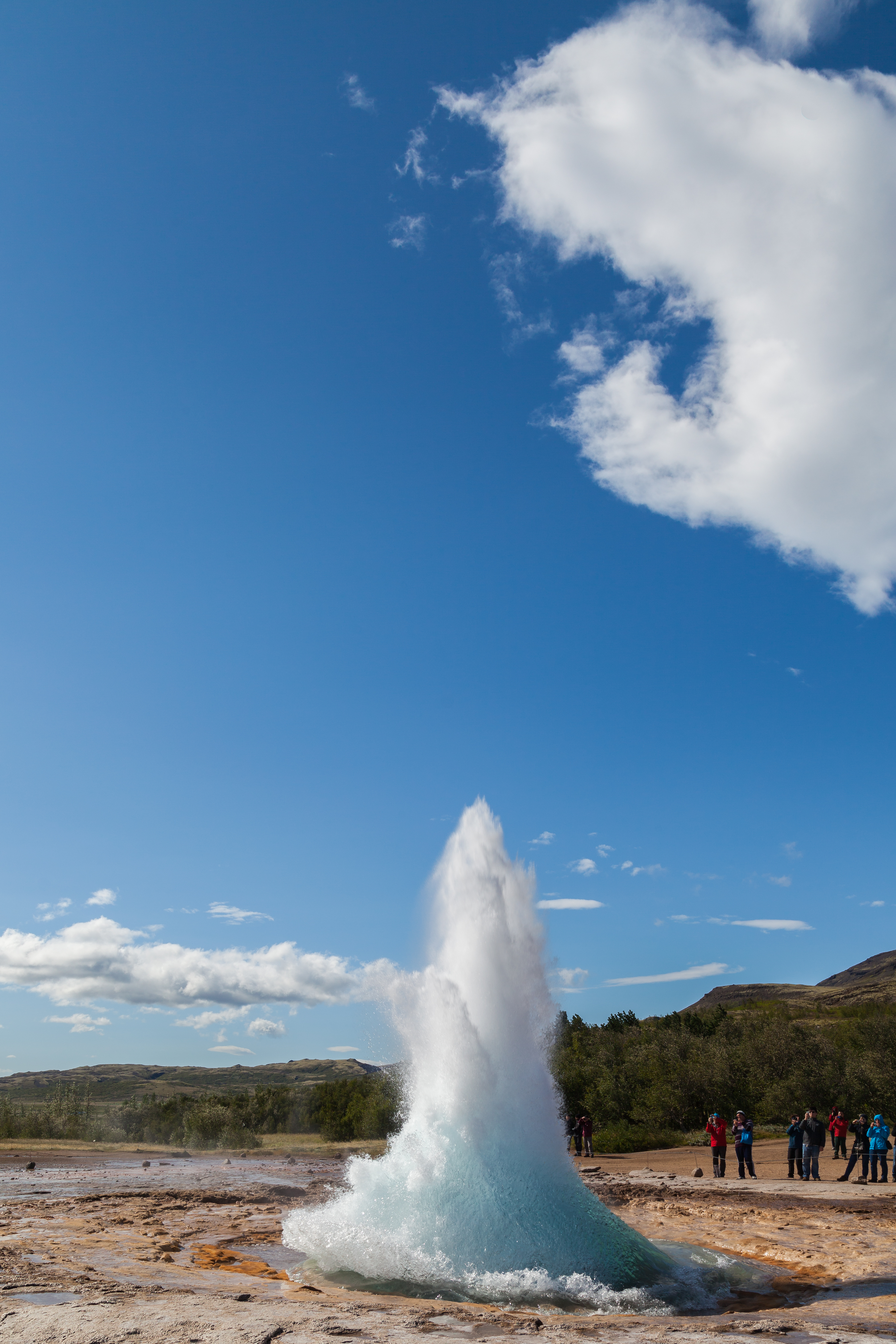
Rottura delle bolle d'acqua
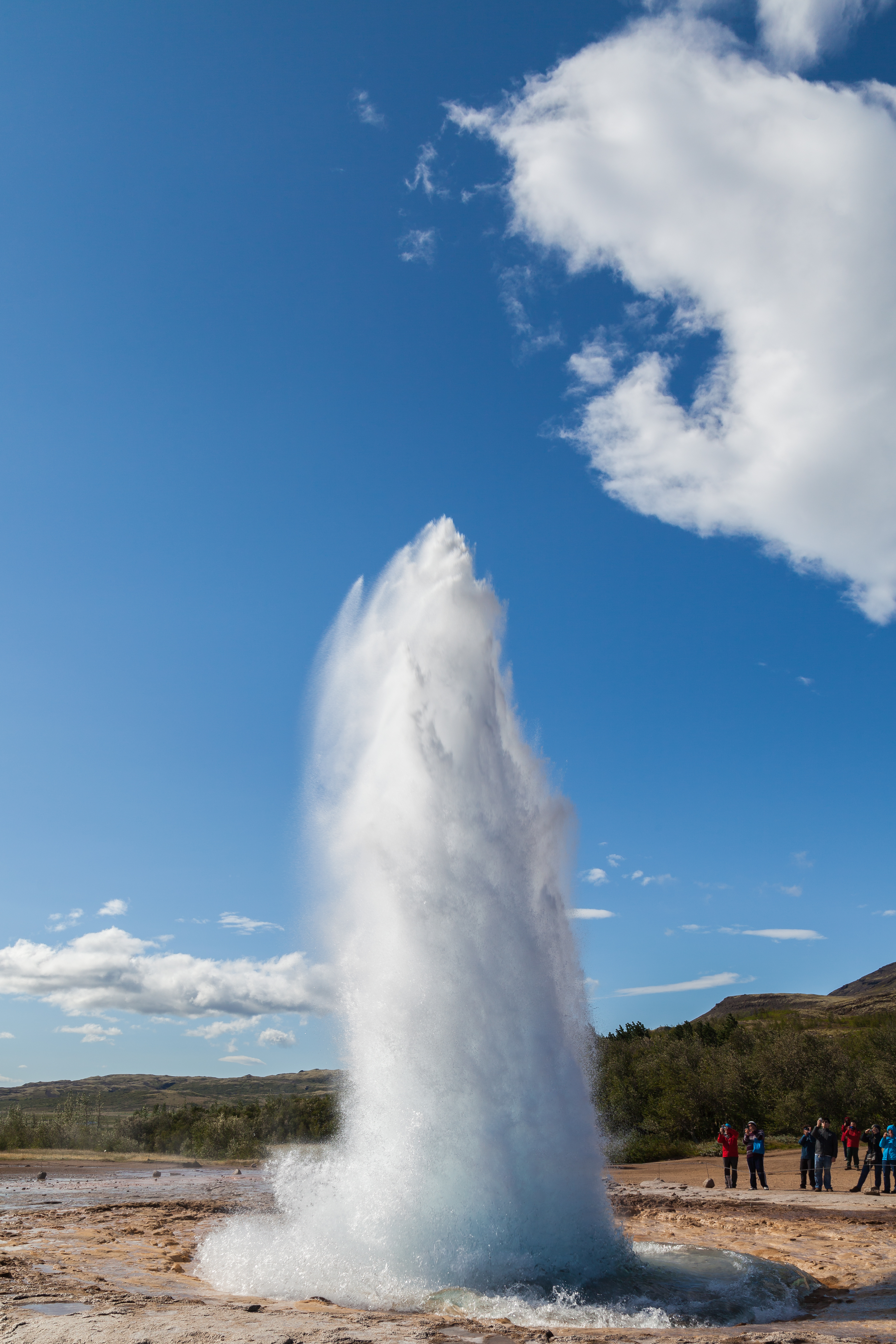
Eruzione del geyser
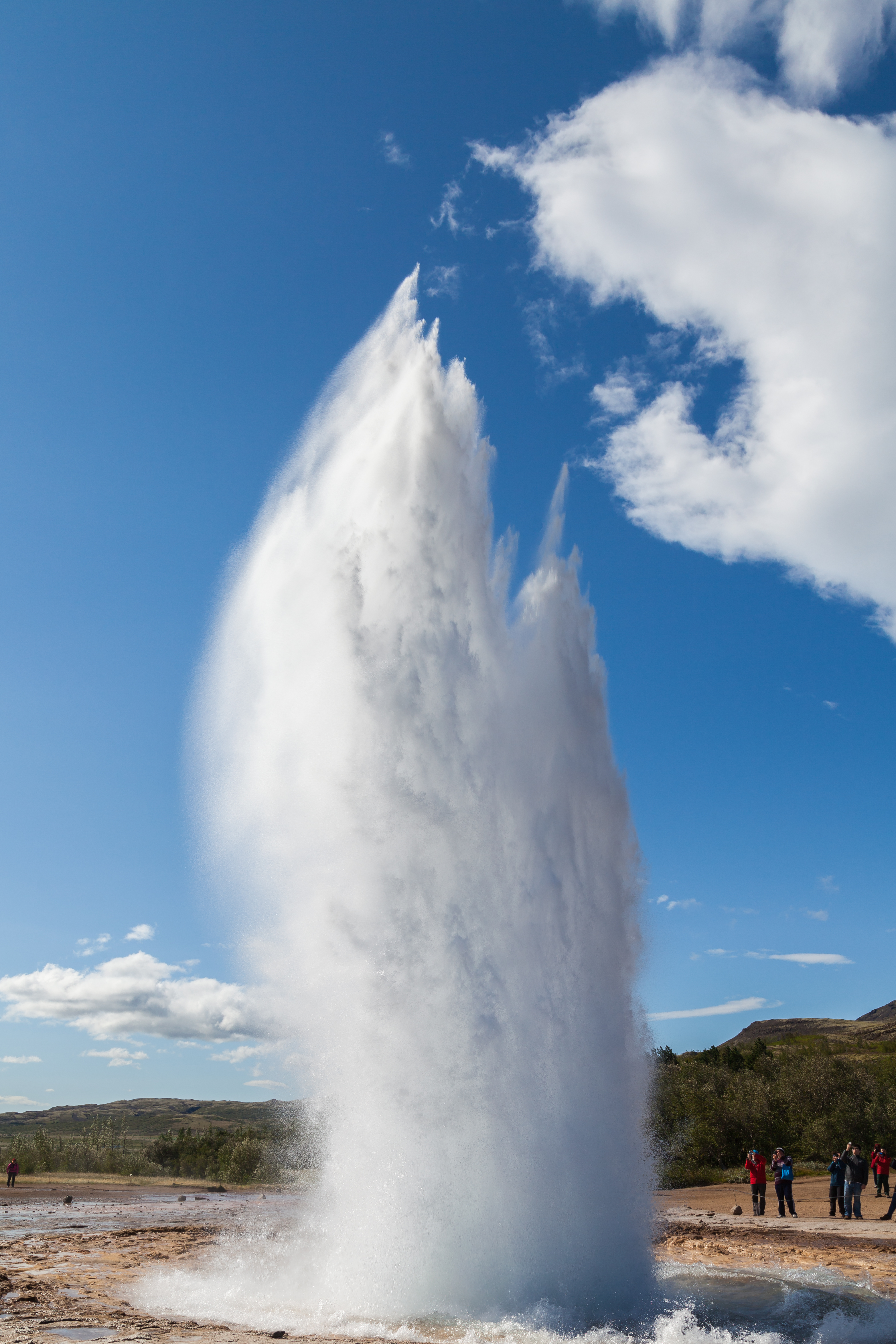
Strokkur a mezza altezza
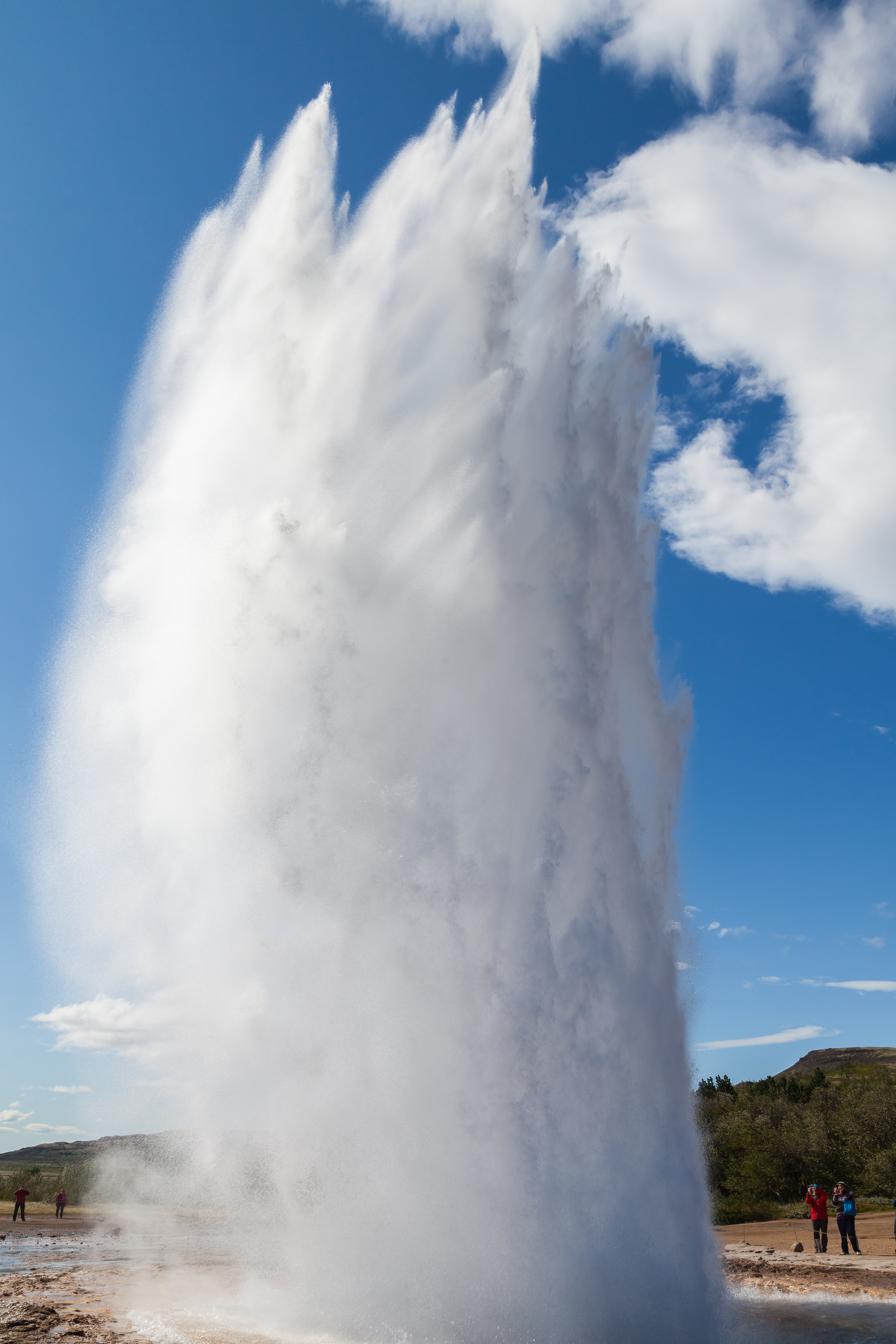
Strokkur alla massima altezza